# Oran (provins)
Provinsen Oran (arabisk: ولاية وهران, berbisk: ⵡⵉⵀⵔⴰⵏ) er en af Algeriets 48 provinser. Administrationscenteret er byen Oran. Provinsen har omkring 1.281.000(Pr.  2006) på 2.145 km².